# عبد الله بن عيسى آل خليفة
الشيخ عبد الله بن عيسى بن على ال خليفة (1883 المحرق، البحرين -1966 البحرين) سياسي ووزير وقاضي بحريني

## حياته
ولد الشيخ عبد الله بن عيسى بن على آل خليفة في مدينة المنامة في قلعة الديوان (قلعة الشرطة الآن) عام 1883 وتربى في كنف والدة حاكم البحرين الشيخ عيسى بن علي آل خليفة، وتلقى تعليمة على أيد معلمين خصوصيين، فشب تحيط به رعاية أبيه الحاكم وعُرف عنه مجالسة الرجال، والاستماع إلى الشعراء والخطباء الذين يؤمون مجلس والده، فنضجت تجربته في شتى المعارف واكتسب علمًا وثقافة وحلمًا.
تأسست عام 1919 بلدية المنامة وقد كان الشيخ عبد الله بن عيسى آل خليفة هو أول رئيس لأول مجلس بلدي، وفي نهاية عام 1920 ترأس مجلس البلدية واستمر في رئاسته حتى عام 1929، كما كان العمل جاريًا على تأسيس أول مدرسة نظامية في البحرين، والتي تولى أيضًا رئاسة مجلس إدارتها عام 1919. أسس أول مدرسة لتعليم البنات عام 1926 بعد معارضة من بعض المحافظين.
ساهم الشيخ عبد الله في إرسال أول بعثة من الطلبة للدراسة على حساب الحكومة في الخارج عام 1928 وفي عام 1931 عين كأول وزير للمعارف وخول سلطات واسعة في كافة شئون التربية والتعليم، كما عين عام 1938 إضافة إلى عمله قاضيًا رئيسًا في محكمة المرافعة التي ضمت بالإضافة اليه الشيخ سلمان بن حمد ال خليفة والمستشار بلكريف، كما عُين رئيسًا لبلدية المحرق بدلًا عن اخيه الشيخ محمد فأدخل الكثير من الإصلاحات كتوسعة الشوارع وتحسين الاسواق.
اشتهر بولعه بالطيور واقتنائها وله رحلات قنص كثيرة في السعودية.

## زوجاته
الزوجة الاولى الشيخ عبدالله بن عيسى، هي الشيخة هيا بنت سلمان بن دعيج آل خليفة، والدة ابنه الاكبر الشيخ محمد والشيخة مريم
الزوجة الثانية هي الشيخة قدنانة السادة، والدة كريماته الشيخة حصة والشيخة شيخة والشيخة نيلة
الزوجة الثالثة هي الشيخة نورة بنت حمد بن محمد آل خليفة، والدة الشيخ راشد
الزوجة الرابعة هي الشيخة منيرة بنت عبدالله بن احمد آل خليفة والدة الشيخ حمد
الزوجة الخامسة هي الشيخة لولوة بنت احمد بن علي آل خليفة والدة الشيخ علي
توفي في 23 أبريل عام 1966.